# Ponte Caldelas
Ponte Caldelas è un comune spagnolo di 6 422 abitanti situato nella comunità autonoma della Galizia.